# Ukrajina (légitársaság)

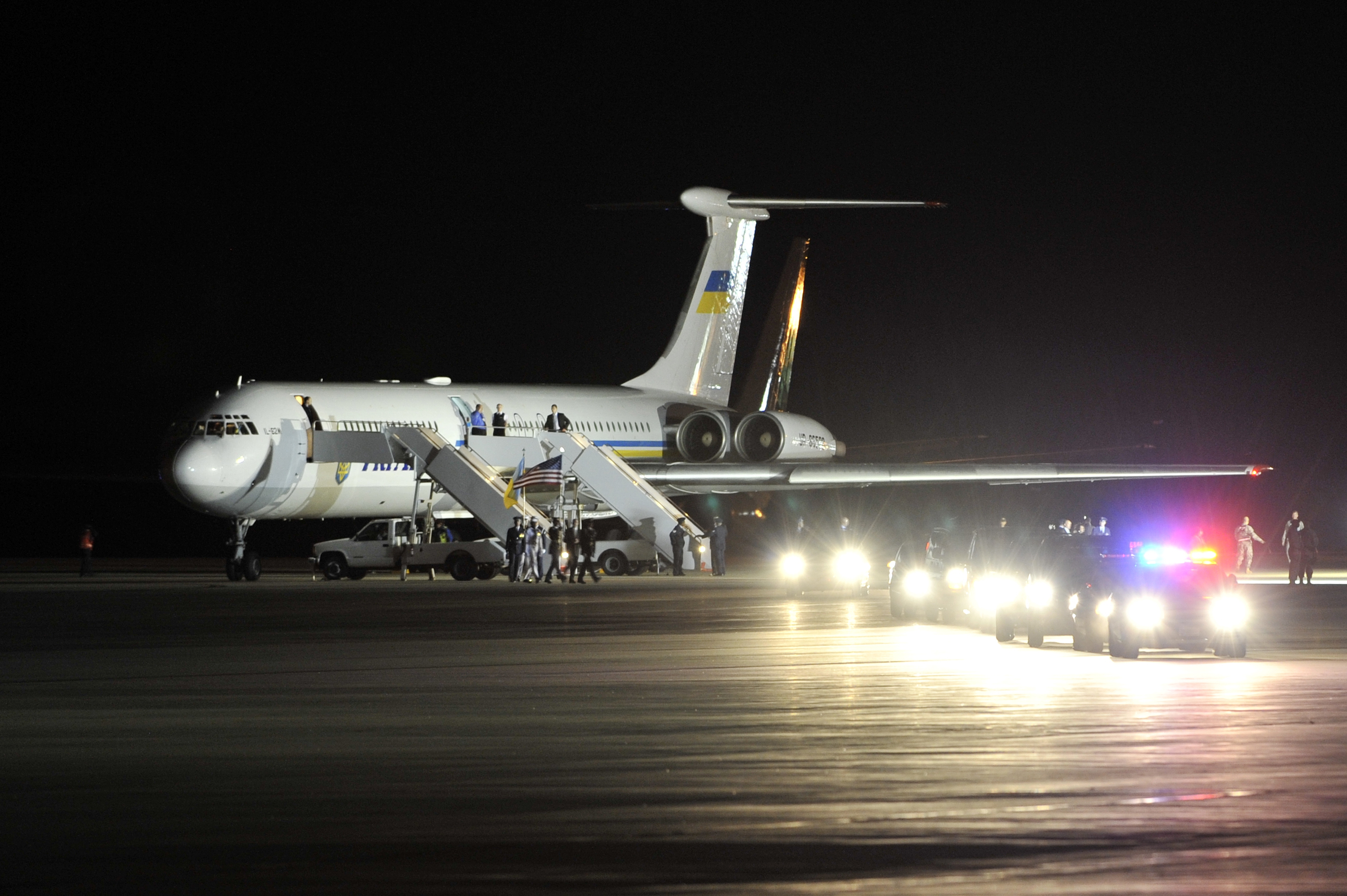
Az Ukrajina légitársaság Il–62M gépe Washingtonban 2010-ben

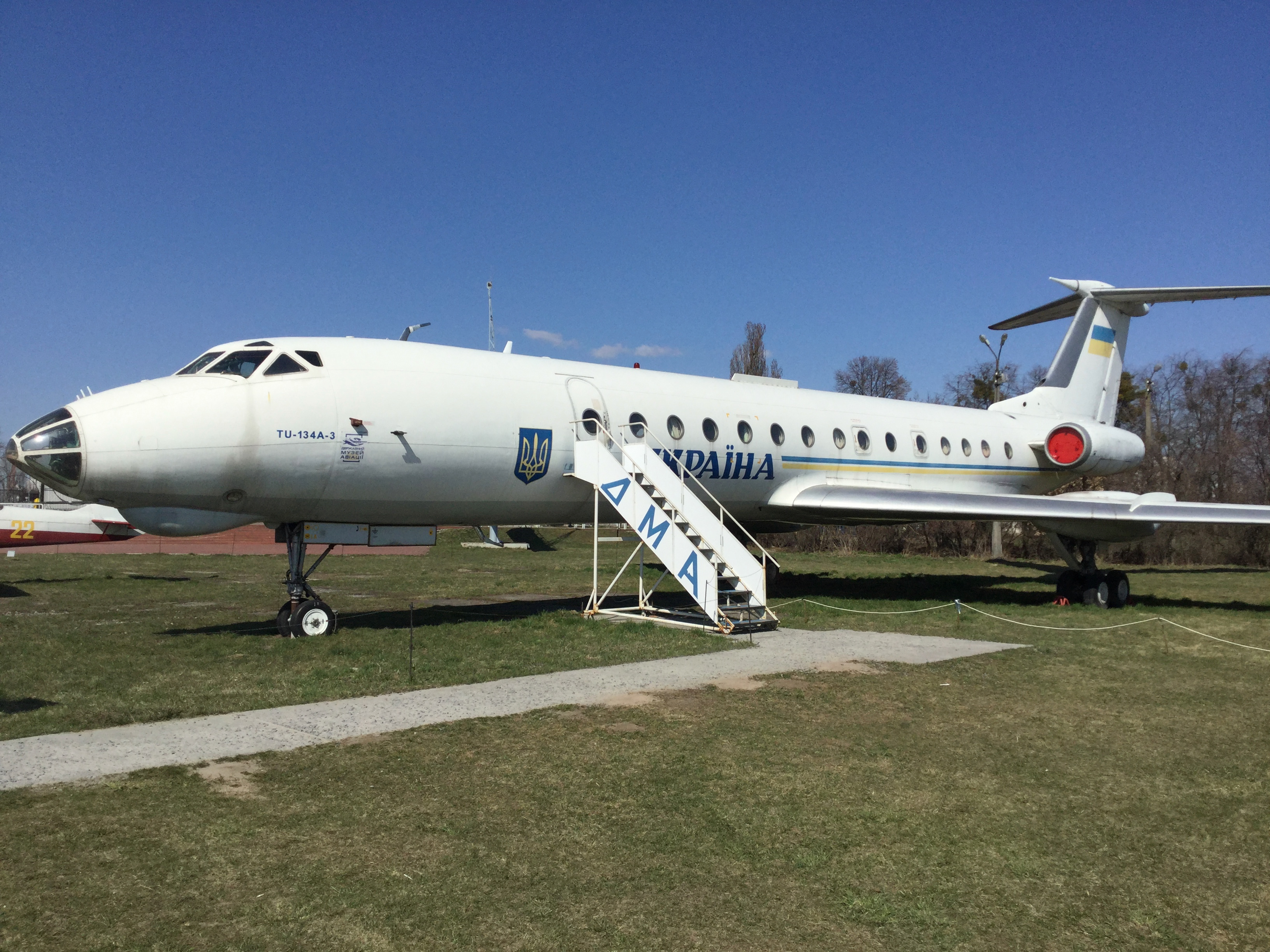
Az Ukrajina légitársaság egykori Tu–134A gépe a kijevi Ukrán Állami Repülési Múzeumban

Az Ukrajina Állami Légitársaság (ukránul: Державне авіаційне підприємство «Україна», magyar átírásban: Derzsavne aviacijne pidprijemsztvo Ukrajina) állami tulajdonban lévő ukrán légitársaság, amelynek feladata az állami vezetők (alapvetően az elnök és a kormány tagjainak) légi szállítása. Az Ukrán Államügyek Igazgatósága alárendeltségébe tartozik. Bázisa a Boriszpili nemzetközi repülőtér. Jelenleg négy légi járművet üzemeltet. A légitársaság megbízott vezérigazgatója Olekszandr Ponomarenko.

## Története
1996-ig az állami vezetők légi szállítását az Avialinyiji Ukrajini (Air Ukraine) állami légitársaság erre a célra fenntartott külön repülőgépei végezték. 1997. július 15-én hozták létre Leonyid Kucsma elnök rendelete alapján kizárólag az állami vezetők szállítására, illetve egyéb állami légi szállítási feladatok végrehajtására szolgáló külön állami légitársaságot, amely az Ukrajina (magyarul: Ukrajna) nevet kapta. A légitársaság repülőgépflottája az Avialinyiji Ukrajini légitársaságnál kormánygépként használt repülő eszközökből állt össze. A légitársaságot az Ukrán Államügyek Igazgatósága alárendeltségébe helyezték, működését az állami költségvetésből finanszírozzák. 2016-os adat szerint a légitársaság abban az évben 57 járatot teljesített, 22 milliárd hrivnyából működött és 5,162 milliárd hrivnyát költöttek üzemanyagra.

## Flotta
A légitársaság kezdetben az Avialinyiji Ukrajini légitársaságtól átvett régi szovjet típusokat üzemeltette. Ezek között Jak–40, Tu–134A és Il–62M típusok szerepeltek. 2013 végén még szerződést kötöttek az orosz Iljusin vállalattal a két Il–62M (UR-86527 és UR-86528) felújítására, de erre nem került már sor, 2014-ben az összes régi szovjet merevszárnyú gépet kivonták, csak egy Mi–8-as helikopter maradt szolgálatban a szovjet típusokból. Az UR-65782 lajstromjelű Tu–134A-t 2014-ben az Ukrán Állami Repülési Múzeumnak adták kiállítási tárgynak. Szintén a múzeumnak szánják az egyik Il–62M-t is, de egyelőre még nem szállították át a múzeumba.
Napjainkban egy 2008-ban üzembe állított üzleti (business jet) kivitelű Airbus A319CJ, valamint két ukrán gyártmányú gép, egy An–74TK–300 és egy An–148–100 áll szolgálatban. Az An–74TK–300-t az Antonov repülőgépgyár 2018-ban felújította.

### Jelenlegi flotta
| Típus         | Üzembe állítás ideje | Gyártási év | Mennyiség | Lajstromjel | Kép |
| ------------- | -------------------- | ----------- | --------- | ----------- | --- |
| Airbus A319CJ | 2008                 | 2007        | 1         | UR-ABA      |     |
| An–74TK–300   | 2012                 | 2001        | 1         | UR-AWB      |     |
| An–148–100    | 2017                 | 2011        | 1         | UR-UKR      |     |
| Mi–8MTV–1     | 2002                 | 2001        | 1         | UR-PAB      |     |

### Kivont típusok
| Típus   | Üzembe állítás éve | Kivonás éve | Kép |
| ------- | ------------------ | ----------- | --- |
| Il–62M  | 1997               | 2014        |     |
| Tu–134A | 1997               | 2014        |     |
| Jak–40  | 1997               | 2011        |     |